# SPEED SPIRITS
『SPEED 25th Anniversary TRIBUTE ALBUM "SPEED SPIRITS"』（スピード トゥエンティフィフス アニバーサリー トリビュートアルバム スピードスピリッツ）は、音楽グループSPEEDのトリビュート・アルバム。2021年11月11日にSONIC GROOVEより発売。

## 解説
デビュー25周年を記念して製作されたトリビュートアルバム。ジャケットはメンバーの新垣仁絵による書き下ろしイラスト。

## 収録曲
1. Body & Soul / 氣志團
編曲：氣志團
2. Wake Me Up! / LiSA
編曲：江口亮
3. STEADY / Crystal Kay
編曲：前田和彦
4. White Love / ビッケブランカ
編曲：Shin Sakiura
5. my graduation / 中島美嘉
編曲：城之内ミサ
6. ALL MY TRUE LOVE / BENI
編曲：REO
7. I Remember / 倖田來未
編曲：UTA
8. Go! Go! Heaven / 高城れに (ももいろクローバーZ)
編曲：橋本由香利
9. 熱帯夜 / 大森靖子
編曲：直枝政広
10. Precious Time / Dream Ami
編曲：h-wonder
11. Too Young / 矢井田瞳
編曲：高高-takataka-、GAKU
12. ALIVE / ISSA (DA PUMP)
編曲：松本淳一